# Рамзи, Адиль
Адиль Рамзи (араб. عادل رمزي‎; род. 14 июля 1977, Марракеш) — марокканский футболист, нападающий; тренер. Выступал за сборную Марокко.

## Клубная карьера
Рамзи начал свою профессиональную карьеру в «Кавкабе», на своей родине. Спустя два года он переехал в Европу, в итальянский клуб «Удинезе». Но в «Удинезе» ему так и не удалось сыграть, и в том же году он переехал в Нидерланды, в тилбургский «Виллем II». В «Виллеме» Рамзи стал достойным игроком высшего дивизиона Нидерландов, стал регулярнее забивать голы. Своей хорошей игрой он привлёк интерес топ-клубов высшей лиги Нидерландов и в конце концов перешёл в ПСВ. В ПСВ Рамзи играл так же хорошо, но менее результативно, чем в «Виллеме». В середине сезона 2002/03 чемпионата Нидерландов он был арендован в испанский клуб Ла Сегунды «Кордова». Затем выступал на правах аренды за «Твенте», а августе 2004 года после разрыва контракта с ПСВ перешёл в АЗ из Алкмара. В 2011 году заключил двухлетний контракт с «Родой».